# P/2009 WX51 Catalina
P/2009 WX51 (Catalina) è una cometa periodica appartenente alla famiglia delle comete gioviane. La cometa è stata scoperta il 22 novembre 2009 nel corso del programma Catalina Sky Survey, inizialmente è stata ritenuta un asteroide, poi il 2 aprile 2010 il satellite WISE ha rivelato la sua natura cometaria.
La piccola distanza tra l'orbita della cometa e quella della Terra rende possibile l'esistenza di uno sciame meteorico, la cui reale presenza è ancora da verificare: se esistente, lo sciame dovrebbe essere visibile tra il 18 e il 22 aprile ed avere il radiante nelle vicinanze di γ Trianguli.